# Mikołaj III Gramatyk
Mikołaj III Gramatyk, gr. Νικόλαος Γ΄ Κυρδινιάτης (zm. 1111 w Konstantynopolu) – ekumeniczny patriarcha Konstantynopola w latach 1084–1111.

## Życiorys
Był wykształcony w Konstantynopolu. W lipcu 1084 r. cesarz Aleksy I Komnen wyznaczył go na tron patriarszy. Był aktywny w walce z herezją bogimiłów na Bałkanach. Mikołaj zmarł w kwietniu lub maju 1111 r. w Konstantynopolu.